# Canosa di Puglia
Canosa di Puglia (IPA: [kaˈnoːza diˈpuʎʎa], Canáusë nel dialetto locale, fino al 1863 chiamata Canosa) è un comune italiano di 27 377 abitanti della provincia di Barletta-Andria-Trani in Puglia.
Aggregata fino al 2004 alla provincia di Bari è collocata sul margine nord-occidentale dell'altopiano delle Murge da cui domina la valle dell'Ofanto e l'estesa pianura del Tavoliere delle Puglie, spaziando dal monte Vulture al Gargano, alla costa adriatica.
Il comune di Canosa è considerato uno dei principali centri archeologici della Puglia e rappresenta uno dei casi più significativi di città a lunghissima continuità di insediamento, testimoniata da numerosi reperti archeologici presenti sul territorio.

## Geografia fisica

### Territorio
Canosa sorge a qualche chilometro dalla sponda destra del fiume Ofanto, a circa 20 chilometri dal Mare Adriatico, su un territorio pianeggiante, anticamera dell'altopiano delle Murge (tra i 105 e i 140 m. s.l.m.).
Il terreno argilloso, ricco di calcareniti nel sottosuolo, ha permesso la costruzione sotterranea di svariate grotte artificiali, il riadattamento di altre preesistenti (usate nel XIX secolo come cantine), nonché la creazione di ipogei, presenti sia al di sotto del centro abitato che nelle periferie. Il materiale calcarenitico (tufo) ricavato dalle escavazioni ha permesso, e permette tuttora, la costruzione di edifici in superficie.
Sono intensi i fenomeni di dissesto del territorio dovuti allo spietramento dello strato superficiale, per la messa a coltura di nuovi terreni. Inoltre, si riscontrano rischi di sprofondamento dovuti alla presenza di cavità e canali sotterranei tipici degli ambienti carsici. Per questo, l'edificato del comune di Canosa è considerato ad alto rischio di dissesto.
Il territorio circostante si estende verso sud fino alle pendici delle Murge, verso ovest fino all'Ofanto (anche confine provinciale) ed è prevalentemente pianeggiante. I bacini del Rendina e del Locone contribuiscono ad aumentare la fertilità della vasta area (150 km²).
Canosa fa parte del Parco naturale regionale Fiume Ofanto.

### Clima
Canosa gode di un tipico clima temperato: mite nel periodo primaverile e autunnale, caratterizzato da inverni freddi ed estati calde.
Le temperature medie mensili risentono fortemente dell'influenza del clima murgiano e oscillano dai 7,7°C del mese di gennaio, ai 24,9°C del mese di agosto. Le precipitazioni annuali si attestano sui 547mm di pioggia, distribuiti prevalentemente nel periodo da settembre ad aprile.
| Canosa di Puglia           | Mesi | Mesi | Mesi | Mesi | Mesi | Mesi | Mesi | Mesi | Mesi | Mesi | Mesi | Mesi | Stagioni | Stagioni | Stagioni | Stagioni | Anno |
| Canosa di Puglia           | Gen  | Feb  | Mar  | Apr  | Mag  | Giu  | Lug  | Ago  | Set  | Ott  | Nov  | Dic  | Inv      | Pri      | Est      | Aut      | Anno |
| -------------------------- | ---- | ---- | ---- | ---- | ---- | ---- | ---- | ---- | ---- | ---- | ---- | ---- | -------- | -------- | -------- | -------- | ---- |
| T. max. media (°C)         | 11,4 | 12,4 | 14,9 | 18,5 | 23,3 | 27,7 | 30,7 | 30,7 | 26,8 | 21,4 | 16,5 | 12,9 | 12,2     | 18,9     | 29,7     | 21,6     | 20,6 |
| T. min. media (°C)         | 4,1  | 4,3  | 6,0  | 8,4  | 12,3 | 16,2 | 18,8 | 19,0 | 16,2 | 12,3 | 8,5  | 5,6  | 4,7      | 8,9      | 18,0     | 12,3     | 11,0 |
| Precipitazioni (mm)        | 52   | 58   | 46   | 43   | 39   | 30   | 22   | 26   | 49   | 61   | 62   | 60   | 170      | 128      | 78       | 172      | 548  |
| Umidità relativa media (%) | 76,6 | 75,1 | 73,5 | 71,1 | 68,7 | 64,2 | 60,2 | 61,3 | 68,3 | 74,4 | 76,5 | 77,0 | 76,2     | 71,1     | 61,9     | 73,1     | 70,6 |

- Classificazione climatica di Canosa:[11]
  - Zona climatica C
  - Gradi giorno 1187

## Origini del nome
Molteplici sono le ipotesi avanzate per spiegare l'etimologia del nome Canosa, (Canusium in latino, Kanusion in greco), usato per indicare il primo vero nucleo sviluppatosi nell'VIII secolo a.C. Una prima ipotesi ne vede l'origine nel culto di Afrodite in Daunia. Secondo questa ipotesi, suffragata dal commentatore latino Servio, Canusium deriverebbe da canis (in italiano "cane"), animale associato alla divinità greco-orientale Afrodite en kepois.
Un'altra teoria prevede la derivazione dalla parola greca χάνεον (cesta/canestro di vimini) per la presenza numerosa di vimini spontanei lungo la riva del fiume Ofanto.
Una terza ipotesi prevede la derivazione dalla parola ebraica Chanuth (in italiano "taverna"), divenuto poi Chanush. Entrambe sarebbero integrate dal messapico o iapigio suffisso -ion (poi -ium in latino).
Un quarto studio sostiene l'origine esclusivamente iapigia o messapica dell'etimo Canusium e la risoluzione del problema etimologico attraverso la spiegazione della radice can-.
Un'ulteriore ricerca intravede una diretta correlazione fra il nomen latino Canusium e il gentilizio etrusco canzna. Questa ipotesi si basa sulla presenza etrusca in Campania prima della conquista romana e del vivace commercio etrusco lungo la valle dell'Ofanto. Questa è suffragata dalla cospicua presenza di prodotti della metallotecnica etrusca e di ambre (conservate al British Museum di Londra) in cui si riscontrano motivi stilistici comuni all'artigianato etrusco.

## Storia

### Età antica

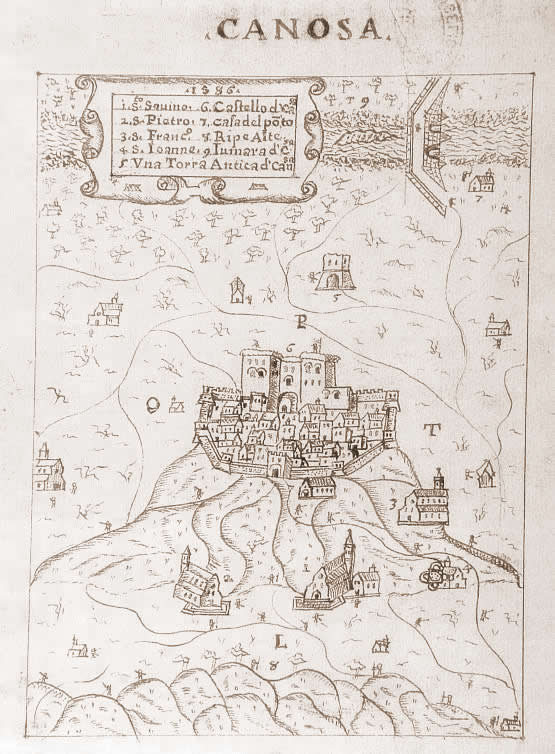
Antica mappa della città

Fondata secondo la leggenda dall'eroe omerico Diomede, decantato nell'Iliade, Canusium è stato tra i più importanti centri indigeni della Daunia prima e della Apulia poi.
I primi insediamenti autoctoni (composti dai Dauni, ramo settentrionale del popolo degli Iapigi), stabiliti su quella fascia di terra chiamata dagli archeologi Campi Diomedei, risalgono a un'epoca di gran lunga precedente a quella diomedea, e precisamente al Neolitico (6000-3000 a.C.). Le epoche successive vedono il costituirsi dell'abitato arcaico di Toppicelli, sulla piana ofantina, caratterizzato dalla presenza di edifici e tombe aristocratiche ricchissime di corredi appartenenti al ceto di quelli definiti poi "principi dauni".
Nel corso dei secoli, Canosa diviene un importante centro commerciale e artigianale, specie di ceramiche e terrecotte. Con lo sviluppo della Magna Grecia, il centro è influenzato dalla cultura ellenica. Nel 318 a.C. diventa città alleata di Roma, accogliendo i Romani anche nel 216 a.C. dopo la disfatta di Canne, piccolo villaggio nei pressi dell'Ofanto, a opera di Annibale. Dall'88 a.C. diventa municipium e beneficia del passaggio della via Traiana (109 d.C.) E della costruzione dell'acquedotto di Erode Attico (141), di un anfiteatro, di mausolei e archi. Più tardi l'imperatore Antonino Pio eleva il centro al rango di colonia con il nome Aurelia, Augusta, Pia, Canusium. Da ricordare anche che veniva definita "la piccola Roma", poiché anch'essa sorge su sette colli.

### Età tardoantica e medievale
Verso la fine del III secolo, diviene capoluogo della provincia di Apulia et Calabria, diventando nel secolo successivo anche sede di una tra le più importanti diocesi di Puglia, che raggiunse il culmine della sua importanza con il vescovo san Sabino (dal 514 al 566); la presenza della sede episcopale ha lasciato testimonianze artistiche di valore, tipiche dei luoghi di culto e l'architettura civile dimostra la centralità della città rispetto al territorio pugliese (da cui l'appellativo "città dei vescovi").
Diventata sede di gastaldato con l'invasione longobarda nel VI secolo, subisce successivamente diverse devastazioni per mano dei Saraceni (scacciati intorno all'871).
Canosa ritrova un certo rilievo nel millennio successivo (XI - XII secolo) con i Normanni, grazie al particolare interesse mostrato dal principe Boemondo I d'Antiochia (che dal 1111 giace nel mausoleo ivi presente) e poi, sotto gli Svevi, da Federico II.

### Età moderna
Dall'età imperiale incomincia il declino, perdurato sino al XVIII secolo, accentuato dai molteplici terremoti (1361, 1456, 1627, 1659, 1731), dai numerosi saccheggi (in particolare, dei tarantini nel 1451 e dei soldati francesi di Napoleone nel 1803) e dalla perdita della sede vescovile: Canosa diventava un feudo, gestito però da casati alcuni dei quali, successivamente, avrebbero segnato la storia. Vi si annoverano - in ordine cronologico - gli Orsini Del Balzo, i Grimaldi di Monaco, i de Gemmis di Castel Foce, gli Affaitati di Barletta, i Capece Minutolo di Napoli.
In riferimento al legame storico con la famiglia Grimaldi, Canosa si è potuta fregiare — a distanza di quasi venticinque anni — di due visite del Principe Alberto II di Monaco, rispettivamente il 16 giugno 1997 e il 21 aprile 2022, in quest'ultima nelle vesti di effettivo Capo di Stato e non già di Principe ereditario come nella prima.

### Età contemporanea
Dopo le guerre d'indipendenza e il disastroso terremoto del 1851, Canosa rimase un centro prevalentemente borghese: a dimostrarlo fu la costruzione di palazzi signorili in tufo locale (su tutti il Sinesi, il Fracchiolla-Minerva, il Rossi, il Malcangio, l'Iliceto, il De Muro Fiocco e il Visconti) che cingevano il centro cittadino, a preservare i segni del tempo dell'acropoli e della cattedrale.
Passata praticamente incolume attraverso la prima guerra mondiale, Canosa subiva gli effetti del primo terremoto irpino del 1930 (79 anni dopo quello che costrinse alla ricostruzione di parte della cattedrale di San Sabino e numerosi edifici) e fu quindi costretta alla riparazione degli ingenti danni.

Corso San Sabino in una foto d'epoca.

Il 6 novembre 1943, poco dopo l'Armistizio dell'8 settembre, Canosa veniva bombardata. Alcuni palazzi rimasero danneggiati (comprese le adiacenti chiese di San Francesco e San Biagio e parte del Palazzo di Città), altri ancora rasi al suolo, e 57 persone persero la vita.
Nell'aprile 2001 il comune di Canosa è stato insignito della medaglia di bronzo al valor civile in ricordo della tragedia.
Il 17 settembre 1962, con decreto del presidente della Repubblica il comune è stato insignito del titolo di Città per le sue tradizioni storiche e per i meriti acquisiti dalla sua comunità; nel frattempo il comune perdeva abitanti, allettati dalle opportunità offerte dal mercato del lavoro settentrionale (Torino e Milano in primis).
Nel 1980 Canosa fu nuovamente danneggiata dal terremoto nell'Irpinia. Come già tante volte in passato, la città dovette affrontare una situazione di emergenza, con antichi edifici e alcune chiese dichiarate inagibili.
L'economia di Canosa è oggi basata prevalentemente sull'agricoltura, con buone possibilità di sviluppo nel terziario (turismo archeologico) e con la presenza di  attività industriali ed artigianali (settore tessile, alimentare, farmaceutico e manifatturiero).
A causa del progressivo esaurimento delle cave di tufo di Tufarelle (contrada a circa 12 chilometri a sud-ovest della città di Canosa), le attività di estrazione e lavorazione del materiale tufaceo - un tempo floride - si sono ridotte fortemente dando l'avvio, vista la propizia configurazione, come cave dismesse, all'insediamento di impianti per lo smaltimento e il trattamento dei rifiuti, creando varie preoccupazioni per le condizioni ambientali dell'area, oltre ad essere stati oggetto di indagini da parte dell'autorità giudiziaria.

### Simboli

Stemma della città di Canosa

Gonfalone della città di Canosa

Lo stemma della città possiede un'arma analoga a quella del Regno di Napoli e una identica a quella dell'Impero di Costantinopoli. Lo stemma deriva infatti dall'unione di due casate, quella degli Angiò e quella dei Courtenay, dovuta al matrimonio nel 1313 fra Filippo I d'Angiò, principe di Taranto, e Caterina di Valois Courtenay, imperatrice di Costantinopoli.
La prima parte raffigura l'arma di Filippo d'Angiò: sfondo blu seminato di gigli d'oro con una banda d'argento obliqua e con un lambello rosso nella parte superiore.
La seconda raffigura l'arma dei Courtenay: sfondo rosso con una croce centrale e quattro bisanti crociati, accompagnati ognuno da quattro croci d'oro.
Lo stemma e il gonfalone sono stati ufficialmente riconosciuti con decreto del Capo del Governo dell'11 agosto 1934 dove è descritto:
(DCG dell'11 agosto 1934)
Dal 1962, con decreto del presidente della Repubblica è cimato dalla corona di città.
Il gonfalone è un drappo partito di rosso e di azzurro riccamente ornato di ricami d'oro.
La bandiera municipale è un drappo partito di rosso e di azzurro e caricato dello 
stemma sopra descritto.

## Monumenti e luoghi d'interesse

### Architetture religiose

#### Cattedrale di San Sabino

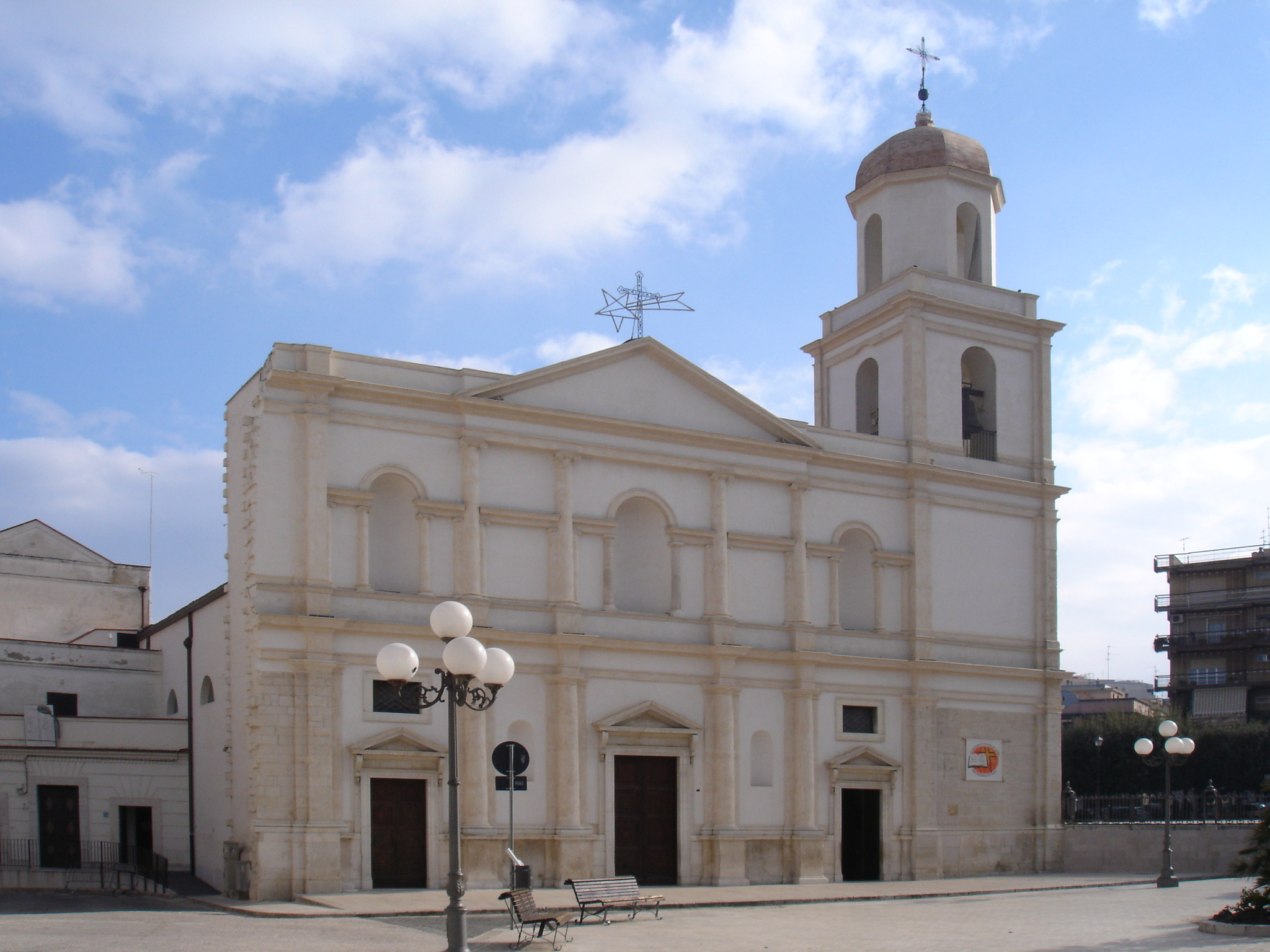
Cattedrale di San Sabino

All'occupazione dei Longobardi seguì una grave crisi: le dimensioni di Canosa si ridussero all'area del foro (ovvero dell'attuale Piazza Vittorio Veneto) e alla zona alta. Nell'VIII secolo i principi longobardi avviarono così la costruzione di una nuova cattedrale in un quartiere più centrale rispetto all'ormai periferico Piano di San Giovanni, dove si trovava la chiesa di Santa Maria e il Battistero di San Giovanni. Nella nuova Cattedrale, dedicata ai Santi Giovanni e Pietro, venne traslato dal complesso di San Pietro il corpo di san Sabino. Un'iscrizione altomedievale reimpiegata nel pavimento della cripta ricorda l'episodio: Petrus canusinus archiepiscopus posuit hic corpus beati Sabini.
Nell'XI secolo la cattedrale venne ricostruita e ridedicata a san Sabino. Questa ricostruzione fu voluta probabilmente dai normanni Roberto il Guiscardo e dal figlio Boemondo, sepolto in un mausoleo presso la cattedrale. Essa dovrebbe collocarsi fra il 1079 e il 1089, in coincidenza con l'episcopato del vescovo Ursone. 

#### Mausoleo di Boemondo
Accessibile dal transetto di destra della Cattedrale è il Mausoleo di Boemondo I d'Antiochia. Eretto dopo il 1111, anno della morte del Principe, il piccolo edificio presenta una parte superiore caratterizzata da un tamburo poligonale sovrastato da una cupoletta emisferica (in origine a piramide tronca irregolare), che va a "coprire" la pianta quadrangolare, con una piccola abside a destra sorretta da arcate non imponenti. Una doppia porta di bronzo asimmetrica (ora conservata nella cappella laterale della Madonna della Fonte nell'attigua basilica), realizzata probabilmente da Ruggero di Melfi (XI secolo), faceva da ingresso alla cappella, sorretta da due colonne di marmo pentelico. All'interno, oltre alle colonne, di cui una scende in profondità, vi è sul pavimento la lapide di marmo greco con la dicitura "BOAMVNDVS".

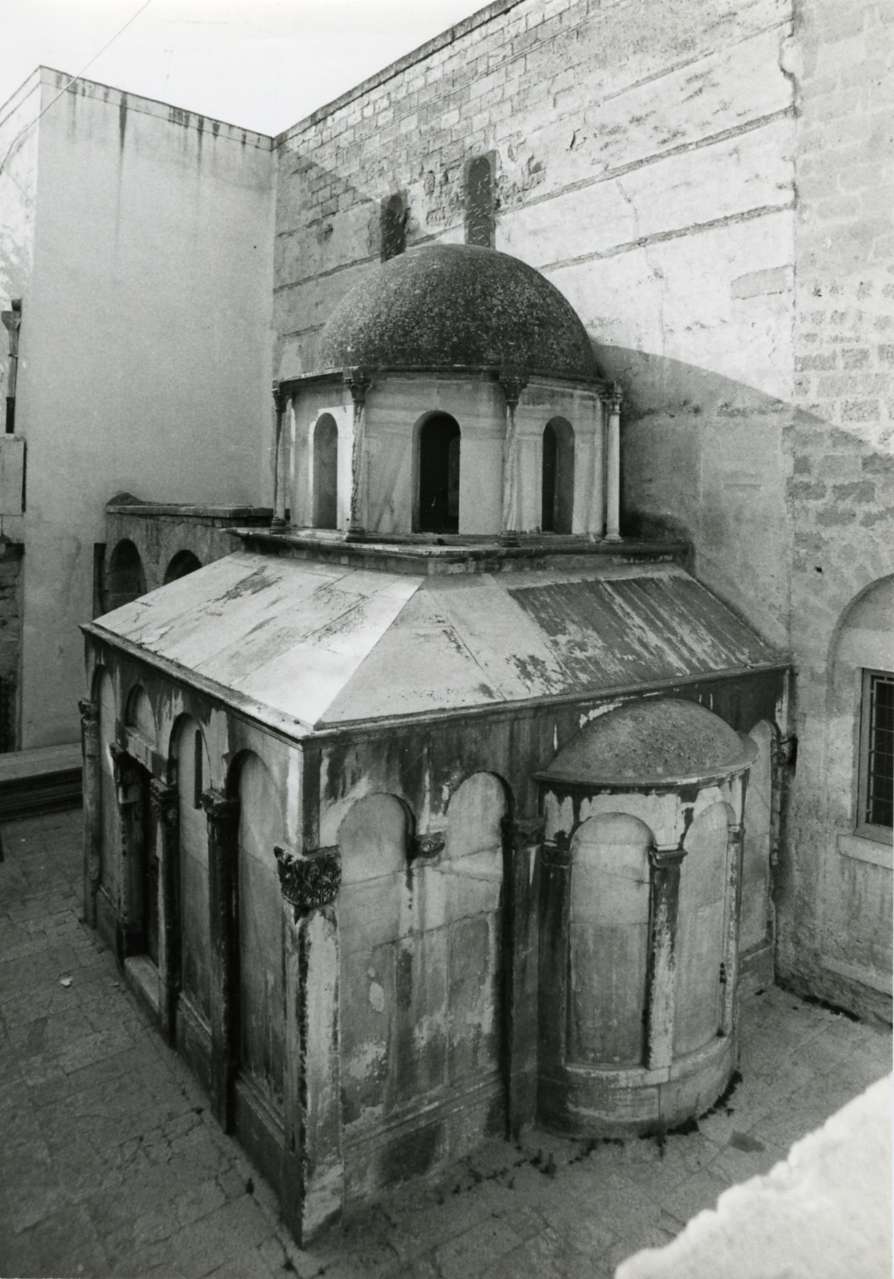
Il Mausoleo di Boemondo d'Altavilla in una fotografia di Paolo Monti. Fondo Paolo Monti, BEIC.

#### Chiese minori e rettorie

Chiesa della Madonna di Costantinopoli in una foto d'epoca

- Chiesa di Sant'Antonio da Padova (rettoria) - piazza Roma, Loconia
- Chiesa di Santa Caterina (rettoria) - via Santa Caterina
- Chiesa dei Santi Francesco e Biagio - piazza Martiri XXIII Maggio
- Chiesa dei Santi Lucia e Teodoro detta anche del Santissimo Purgatorio (rettoria) - piazza Antica
- Chiesa dell'Assunta - via Europa
- Chiesa della Santissima Madonna di Costantinopoli (rettoria) - strada provinciale Canosa-Montegrosso
- Chiesa di Santissima Maria Immacolata - via Corsica
- Chiesa di Santissima Maria del Carmelo o Carmine (rettoria) - piazza Umberto I
- Chiesa di Santissima Maria del Rosario - Piazza Agostino Petroni
- Chiesa della Passione di Gesù Cristo (rettoria) - via Guglielmo Oberdan
- Chiesa del Santissimo Gesù Liberatore - via Serg. Magg. Nicola Capurso
- Chiesa di Gesù, Maria e Giuseppe - via Santa Lucia
- Chiesa di San Giovanni Battista - via Luigi Capuana
- Chiesa di Santa Teresa del Bambin Gesù - via Duca d'Aosta
- Chiesa di Sant'Antonio (dismessa) - Via Balilla

### Architetture civili

#### Palazzi storici
Il centro della città è disseminato di palazzi settecenteschi e ottocenteschi di notevole pregio artistico ed estetico.
- Palazzo Casieri in via T. Varrone
- Palazzo Iliceto in via Trieste e Trento
- Palazzo Scocchera via Barletta
- Palazzo Barbarossa in via Santa Lucia
- Palazzo Barbarossa in corso G. Garibaldi
- Palazzo Rossi in piazza S. Sinesi
- Palazzo Rossi in corso San Sabino
- Scuola Bovio in via G. Bovio
- Palazzo Sinesi in via J. F. Kennedy
- Palazzo De Muro Fiocco in piazza della Repubblica
- Palazzo Fracchiolla-Minerva in piazza Vittorio Veneto
- Palazzo di Città in piazza Martiri XXIII maggio
- Palazzo Caporale in via M. R. Imbriani
- Palazzo Visconti in via J. F. Kennedy
- Palazzo sede dell'ex biblioteca in via M. R. Imbriani
- Palazzo Forina in via A. De Gasperi
- Scuola Mazzini in via Piave
- Torre dell'Orologio in via Stalingrado

#### Masserie

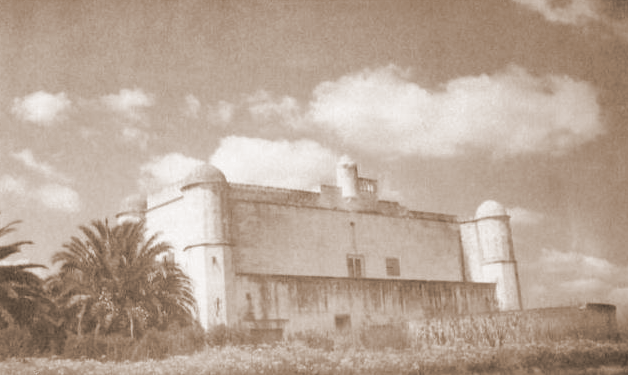
Masseria Rossi; attuale Villa Caracciolo

Le masserie erano delle grandi aziende agricole abitate, a volte, anche dai proprietari terrieri. La grande costruzione rurale comprendeva pure gli alloggi dei contadini, anche solo stagionali, le stalle, i depositi per foraggi e i raccolti.
Molto diffuse nell'agro canosino, come in tutta la Murgia, spesso le masserie sono state abbandonate per poi essere riutilizzate negli ultimi anni come aziende agrituristiche.
Posta Piana è una zona dell'agro canosino in sui si trovano una serie di masserie utilizzate un tempo come ricovero dei pastori in transumanza. A pianta rettangolare fortemente allungata, i locali avevano tetti a doppia falda, con finestre quasi inesistenti; le poche porte erano poste prevalentemente sui lati corti, mentre sui lati lunghi si predispongono gli abbeveratoi per le bestie.
Altre masserie presenti nel territorio sono:
- Masseria Barbarossa C.da Cefalicchio
- Masseria Campanile Canale della Piena delle Murge
- Masseria Coppe Maltempo Strada Comunale Coppe Fortunato
- Masseria Covelli vicinanze della ferrovia Barletta - Spinazzola
- Masseria Donna Rosina Strada Comunale Donna Chiarina
- Masseria Iannarsi Borgo Loconia
- Masseria Femmina Morta Canale della Vetrina
- Masseria Pantanella Di Zezza Strada Comunale Pantanella
- Masseria Pantanella Di Palieri Strada Comunale Pantanella
- Masseria Quiraldi S.S. 93
- Masseria Sant'Andrea
- Masseria Sinesi vicinanza dell'autostrada Napoli-Canosa
- Masseria Spagnoletti e Messere S.S. 93
- Masseria Volturina
- Posta Locone S.S. 93
- Posta Leone C.da Cefalicchio
- Masseria Addone Canale della Piena delle Murge
- Masseria Coppicella di Sotto Strada Comunale di Sotto
- Masseria Coppicella di Sopra Strada Comunale di Sotto
- Masseria Crocifisso Strada Comunale Crocifisso
- Masseria Fasoli vicinanza dell'autostrada Napoli-Canosa
- Masseria La Capitana Strada Comunale Salinelle
- Masseria Nigretti SP Cefalicchio
- Masseria Pantanella Fortunato Strada Comunale Pantanella
- Masseria Profico Strada Comunale Salinelle
- Masseria Rossi Strada Comunale di Madonna di Costantinopoli
- Masseria Saraceno vicinanza al torrente Locone
- Masseria Tesoro Strada Comunale Tufarello

### Altro

#### Villa comunale
La Villa Comunale, posta al centro di Canosa, trae le sue origini nel secolo scorso per interessamento dell'allora sindaco Vincenzo Sinesi che nel 1888 riordinò i terreni adiacenti alla Cattedrale e al Mausoleo di Boemondo donati alla municipalità da alcune famiglie canosine.
Viste le necessità del paese, è stata sottoposta a numerose riduzioni della superficie nel corso degli anni, che hanno fatto quindi posto ad ampie aree pedonali.
Oltre alla possibilità di vedere la parte posteriore della Cattedrale e l'esterno del Mausoleo di Boemondo per mezzo di ampie balconate, è presente un'imponente cassa armonica per orchestra, un monumento dedicato a Scipione l'Africano, l'ara commemorativa dei Caduti di tutte le guerre e un lapidarium.
Il lapidarium della Villa Comunale è composto da un notevolissimo patrimonio di reperti archeologici lapidei di epoca dauna e romana: epigrafi, rilievi funerari, capitelli e colonne, architravi e vere di pozzo di ville imperiali.
|  |  |  |

Vi sono poi altri parchi dislocati per la città:
- Villa Petroni
- Villa Costantinopoli
- Parco Regina della Pace (già Giorgio Almirante)
- Villa Papa Pio X
- Parco Don Peppino Pinnelli

## Siti archeologici

### Ipogei dauni

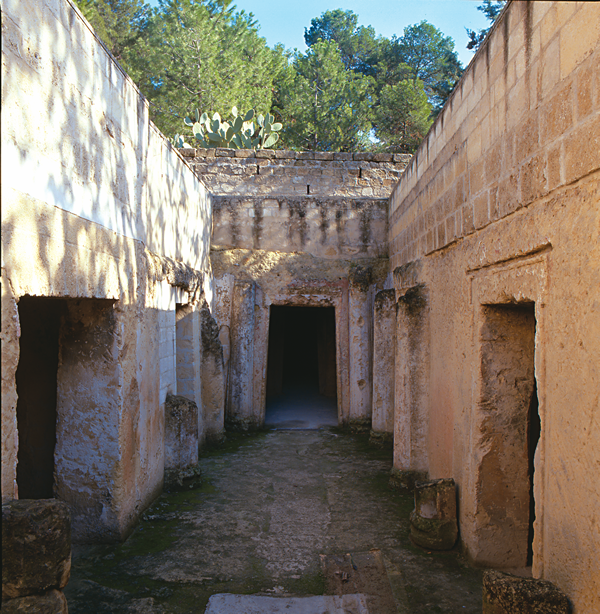
Ipogei Lagrasta

Gli ipogei sono strutture funerarie sotterranee usate dai principi Dauni fino a età romana.
La struttura più consueta è quella di un dromos conducente a una o più stanze funerarie. Gli ambienti sotterranei potevano essere decorati con affreschi e custodivano, oltre al defunto, anche il corredo funerario, composto in larga misura da vasi in terracotta, oltre che da monili e armi.
I più importanti ipogei canosini sono quelli del Cerbero, Lagrasta, Boccaforno e dell'Oplita. 
- Tomba degli Ori, IV secolo a.C.
- Ipogei Monterisi-Rossignoli, IV secolo a.C.
- Tomba Varrese, IV secolo a.C.
- Ipogeo del Cerbero, IV secolo a.C.
- Ipogeo Scocchera A, IV secolo a.C.
- Ipogeo Scocchera B (detto Ipogeo Boccaforno), IV secolo a.C.
- Ipogei Casieri, IV secolo a.C.
- Ipogeo del Vaso di Dario, IV secolo a.C.
- Ipogeo Reimers, III secolo a.C.
- Tomba di Largo Costantinopoli, III secolo a.C.
- Ipogei Lagrasta, II secolo a.C.
- Ipogeo dell'Oplita, II secolo a.C.
- Ipogeo Matarrese
- Tomba di Via Lavello
- Ipogei San Martino

#### Tomba Varrese
Per valutare la portata dei corredi dell'aristocrazia canosina nel periodo di maggiore floridezza, ovvero tra la fine del IV secolo a.C. e la prima metà del III secolo a.C., è possibile visionare il corredo della Tomba Varrese a Palazzo Sinesi.
Palazzo Sinesi è un edificio privato del XIX secolo di proprietà del Ministero dei Beni e delle Attività Culturali e del Turismo, sede della Fondazione Archeologica Canosina e destinato dal 1994 a spazio espositivo per mostre tematiche e temporanee. Il palazzo non è una vera e propria sede museale, ma ospita sia mostre tematiche temporanee sia l'esposizione permanente di una collezione di ceramiche canosine e daune provenienti appunto dall'ipogeo Varrese.
La creazione di questa sede espositiva ha voluto in parte ovviare al problema della dispersione del patrimonio archeologico locale, conseguenza di passati saccheggi e immissioni clandestine di reperti nel mercato antiquario. Sono stati così riuniti in un unico luogo, dopo quasi due secoli, i reperti della Tomba Varrese, smembrati tra la Collezione Mazza del Museo Archeologico Provinciale di Bari e la collezione Varrese del Museo Archeologico Nazionale di Taranto.
Il corredo è composto da più di 400 reperti tra cui: vasi a figure rosse, ceramica listata, ceramica dorata, oggetti in alabastro e una magnifica corazza anatomica bronzea, oltre ai vasi policromi e plastici tipici della produzione canosina.
L'ipogeo fu scoperto casualmente nel 1912 da Sabino Varrese in terreni di sua proprietà lungo l'attuale via Lavello. Parte dell'ipogeo però sconfinava nella limitrofa proprietà di Domenico Mazza. Il primo prima cedette al Museo di Taranto i reperti ritrovati nella camera in asse con il dromos e poi cedette al Museo Provinciale di Bari una parte di corredo recuperata clandestinamente nella proprietà di Domenico Mazza.
Dell'ipogeo si persero in seguito notizie, fino alla sua riscoperta nel 1971: la tomba, interamente scavata nel banco tufaceo, è composta da cinque camere. Il corredo che qui era custodito ed è riunito oggi a Palazzo Sinesi era composto da oltre quattrocento reperti.

### Monumenti di età romana

#### Tempio di Giove Toro
Tempio periptero di età romana, con sei colonne sui lati corti e dieci sui lati lunghi, si innalza su un podio preceduto da una scalinata.

#### Arco di Traiano
Arco onorario datato all'epoca di Traiano ed edificato all'ingresso della via Traiana in città.

#### Altri monumenti di età romana

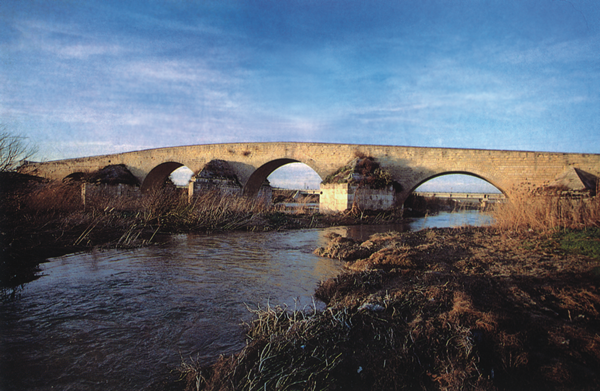
Ponte Romano sull'Ofanto

Il ponte sull'Ofanto (I secolo d.C.) Permetteva il passaggio della Via Traiana da una parte all'altra del fiume (ed è stato utilizzato per il traffico stradale fino agli anni settanta), ricostruito ex novo nel medioevo e restaurato ancora una volta nel 1759. La base è costituita da quattro piloni a forma di punta di lancia e cinque arcate diseguali.
Notabili sono anche la Torre Casieri e i Mausolei Bagnoli e Barbarossa, nonché l'Arco di Gaio Terenzio Varrone, monumenti in opus latericium e opus reticulatum dedicati al passaggio del Console romano in occasione della battaglia di Canne. I primi tre siti conservavano le spoglie di alcuni caduti nella battaglia.
Ancora relativo alla battaglia punica è un rudere di un'abitazione romana in pieno centro cittadino, probabilmente dimora della Matrona Busa, nobildonna canosina, che ospitò i combattenti.
Le Terme Ferrara e Lomuscio sono situate in pieno centro cittadino.
Le Terme Ferrara si trovano sotto un condominio in Piazza Terme 37, ma a causa di un contenzioso fra il comune e gli abitanti del condominio, non sono visitabili.

### Acropoli o Castello

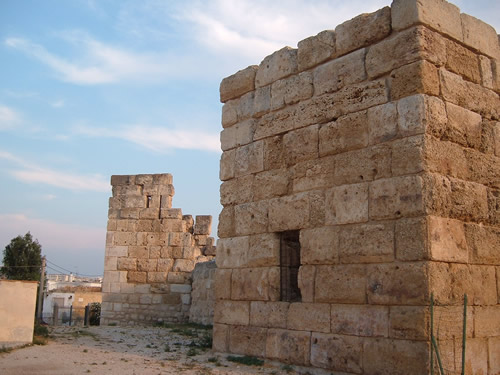
Torri del Castello

Il castello fu costruito sulla collina dei Santi Quaranta Martiri, a 142,5 m sul livello del mare, a una posizione da cui si domina il territorio circostante fino all'Adriatico, al Gargano ed al Vulture. Nello stesso luogo, era già l'acropoli della città greco-romana: ne recano ancora memoria i grandi blocchi di forma parallelepipeda nella parte bassa delle strutture murarie.
Il Castello oggi è in rovina: aveva forma di esagono irregolare, con sei torri quadrangolari sporgenti agli spigoli. La prima notizia su di esso è la resistenza opposta ai Longobardi di re Autari (584-590). Successivamente nell'XI secolo i Normanni ne fecero una delle sedi di potere più importanti del loro territorio: qui s'incontrarono i fratelli Boemondo e Ruggero Borsa nel 1089 per mettere fine alla rivalità scoppiata fra loro subito dopo la morte di Roberto il Guiscardo (1085). Probabilmente anche Federico II soggiornò qui durante i lavori di costruzione di Castel del Monte  (avvenuti dopo il 1240). Incerta e discussa è la notizia della prigionia fino alla morte di Elena D'Epiro e dei suoi giovani figli dopo la sconfitta del marito Manfredi a Benevento (1266). Nel 1271 il Castello fu restaurato a opera di Pietro D'Angicourt, l'architetto francese al servizio dei sovrani angioini che progettò anche il Maschio Angioino a Napoli. Durante il periodo aragonese fu dimora di modesti feudatari, fino a quando Agostino Grimaldi, signore di Monaco (1523-1532), e il suo successore Onorato (1532-1581), come ricompensa per la fedeltà dimostrata alla corona spagnola, ottennero il titolo di marchesi di Campagna, di conti su Canosa di Puglia e la signoria su Terlizzi, Monteverde, Ripacandida e Garagnone. Nel 1643 Canosa e il castello furono venduti all'asta: iniziò così il lento declino della rocca, che decadde, tanto da essere utilizzata come cava per la costruzione del vicino palazzo baronale. Nel 1704 il castello fu comprato infine dalla famiglia napoletana dei Capece Minutolo, cui è appartenuto fino al 1956, quando esso fu acquistato dal comune di Canosa di Puglia.

### Monumenti paleocristiani

#### Necropoli di Lamapopoli
La più vasta necropoli in area extraurbana è quella presso il torrente Lamapopoli, di origine romana, ma riutilizzata nel periodo paleocristiano, sorta lungo la via Traiana. Una parte di questa necropoli è sub divo (letteralmente "sotto il cielo"): tombe a camera con murature in mattoni, sarcofagi in calcare di discreta fattura, tombe terragne. La presenza di terrazzamenti, sul costone roccioso scavato dal torrente, permise anche la creazione di diverse catacombe con gallerie indipendenti articolate in numerosi cubicoli e ambulacri, a loro volta con loculi, arcosoli e sarcofagi. Presso l'ingresso delle catacombe sorge la cosiddetta basilichetta di Santa Sofia, ad aula unica. Essa mostra due fasi edilizie: la più antica - di cui rimane solo un tratto inglobato in quella successiva - è in conci di tufo locale, come le murature degli edifici paleocristiani di Canosa. La seconda fase presenta una costruzione a muratura listata, tradizionale nella pratica edilizia beneventana, centro del principato longobardo. Dunque anche la basilichetta sarebbe da collocarsi nel periodo di rinnovamento urbanistico promosso nell'VIII secolo dai principi longobardi. L'intitolazione alla Santa Sofia andrebbe letta perciò in chiave longobardo-beneventana, con riferimento alla più celebre Santa di Benevento.
Vi sono altre due necropoli definibili tali e ancora soggette a ricerche e analisi della Sovrintendenza:
- Necropoli di Pietra Caduta
- Necropoli del Cimitero (scoperta nel settembre 2015)

#### Basilica di San Leucio
La basilica di San Leucio è un luogo di culto a lunghissima continuità di vita: sorto in età ellenistica come Tempio di Minerva, verrà dedicato in età cristiana prima ai Santi Cosma e Damiano, infine a San Leucio.

#### Il complesso episcopale (Piano di San Giovanni)
Fino a qualche anno fa si riteneva che la prima cattedrale di Canosa fosse da localizzarsi in area extraurbana, sul colle di San Pietro. La sede episcopale sarebbe stata poi trasferita in un'area più centrale, nella zona dove già esisteva la chiesa di Santa Maria e dove Sabino aveva costruito il battistero di San Giovanni. L'attuale cattedrale, dedicata a san Sabino, sarà poi edificata nell'area pubblica del foro.
Il riesame della documentazione archeologica porta ora a identificare San Pietro non con la chiesa episcopale ma piuttosto con un grande complesso cimiteriale, nel quale Sabino volle realizzare la propria sepoltura, divenuta poi oggetto di culto e di pellegrinaggio.
Dunque la prima cattedrale di Canosa è stata la chiesa di Santa Maria, ubicata, come quasi sempre accadeva per i complessi episcopali in età paleocristiana, in un'area periferica all'interno del circuito murario. Essa è stata individuata nell'autunno del 2006 sul Piano di San Giovanni. La ridotta porzione indagata è relativa a parte del nartece, della navata centrale e meridionale di una chiesa a tre navate, realizzata tra il IV e il V secolo. Sabino si impegnò in un'opera di ristrutturazione e abbellimento, con la stesura di un nuovo pavimento musivo e la creazione di un collegamento tra l'edificio sacro e l'atrio porticato antistante il battistero.

##### Battistero di San Giovanni
Il battistero di San Giovanni è un edificio a pianta dodecagonale con quattro camere sugli assi principali, che costituiscono i bracci di una croce greca, e quattro corridoi ad essa alternati, che affacciano tutti sul vano centrale rispettivamente con una e due porte. Al centro dell'edificio i resti di una vasca battesimale eptagonale. L'area della vasca era coperta da una cupola.
Il battistero di San Giovanni era un edificio di grande pregio, non solo per le notevoli dimensioni e l'articolazione degli spazi ma anche perché dotato di un vasto apparato decorativo, di cui sono state ritrovate poche ma significative tracce: nella vasca tessere vitree ricoperte da una lamina d'oro e lacerti del mosaico pavimentale, decorati da stelle a quattro punte, i cui bracci sono resi da losanghe, alternati a rettangoli.

## Società

### Evoluzione demografica

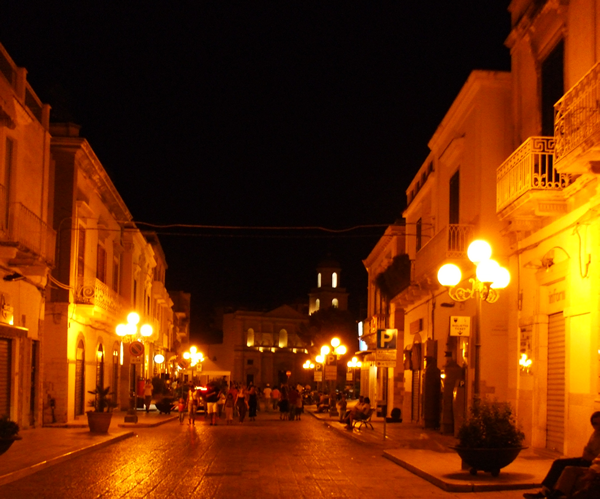
Passeggio serale in Corso San Sabino

Abitanti censiti

### Etnie e minoranze straniere
Al 31 dicembre 2023 erano presenti 1147 residenti stranieri, pari al 3,71% della popolazione.

### Lingue e dialetti
(CAN)
Il dialetto canosino è un dialetto primario italoromanzo, derivante direttamente dal latino volgare parlato nell'antica Canusium. Linguisticamente fa parte dei dialetti meridionali intermedi parlati nella Puglia centro-settentrionale. Sotto l'aspetto geo-linguistico, il dialetto canosino si ascrive all'ampia famiglia del dialetto napoletano nella sua variante adriatico-pugliese. Infatti anche a Canosa le parole terminano con la vocale indistinta "ə" (la ë muta alla francese), tale finale obbliga a una metafonesi interna (cambio di vocali toniche interne) per indicare il genere (maschile e femminile) e il numero (singolare e plurale). Ad esempio il singolare uagnàunə (ragazzo) al plurale diventa uagnéunə (ragazzi). 
Il lessico è prevalentemente di origine latina; tutte le dominazioni hanno però lasciato prestiti linguistici, soprattutto nel lessico. Nel XVIII e XIX secolo si sono depositate nel dialetto canosino suoni e termini direttamente proveniente dalla lingua napoletana, da quando cioè Canosa passa sotto i Capece Minutolo, che assumono il titolo di "principi" di Canosa: ad esempio si trovano tracce della palatizzazione della sibilante "s" se seguita da consonante velare come in ∫kittë (= solamente), fri∫kë (= fresco), ∫katëlë (= scatolo, scatola).

## Cultura

### Istruzione

#### Scuole
Canosa è sede di quattro scuole secondarie di secondo grado, un istituto professionale statale per l'agricoltura e per l'ambiente, un istituto professionale statale per il commercio, un istituto tecnico commerciale, un liceo scientifico (con altri indirizzi, tra cui quello classico). Vi sono anche due istituti comprensivi che raggruppano Scuole dell'infanzia, Scuole Primarie e Scuole Secondarie di primo grado.

#### Musei

##### Museo civico archeologico
Il Museo civico archeologico fu istituito nel 1934 e collocato nel settecentesco palazzo Casieri. Ospita circa 2000 reperti archeologici provenienti da scavi in Canosa e in tombe del V - III secolo a.C. Si trovano iscrizioni, sculture, bassorilievi, marmi, monete, gioielli, ceramiche e vasi che risalgono a un vasto arco di tempo di circa 1500 anni (dal VI -V secolo a.C. al IX-X secolo): dal preistorico, dauno, romano, paleocristiano e bizantino-medioevale.

##### Palazzo Iliceto

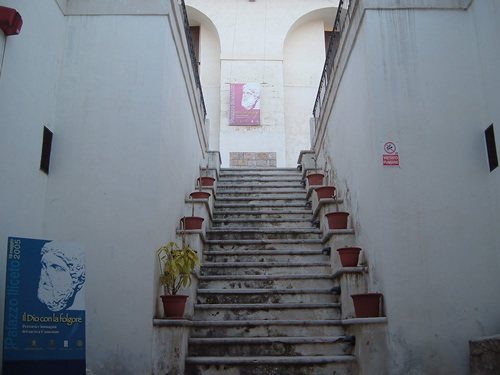
Palazzo Iliceto

Palazzo Iliceto è un imponente palazzo settecentesco destinato a spazio espositivo culturale. Fino al 2005 è stata la sede del Museo delle Marionette di Canosa, e successivamente ha ospitato diverse mostre tematiche. È stato inoltre usato per alcune manifestazioni teatrali nell'estate 2003, e per proiezioni cinematografiche all'aperto nelle estati del 2004 e del 2005. Dal 2007 ospita le collezioni archeologiche del Museo Civico, già collocate nel Palazzo Casieri.
- Il Museo delle Marionette, fino alla chiusura della mostra nel 2005, presentava la preziosa e interessante collezione Dell'Aquila-Taccardi: un ricchissimo assortimento di 52 personaggi di grandi dimensioni in legno di faggio, noce e abete, con abiti d'epoca in seta, armature in rame e alpacca rappresentati nobili spagnoli, cristiani armati, principesse e saraceni, papi, duchi e cardinali. Lo scenario è stato curato dal Parco Letterario "Massimo d'Azeglio - Ettore Fieramosca".

(Apertura degli spettacoli di marionette della Compagnia Aurora)

##### Palazzo Sinesi - Fondazione Archeologica Canosina

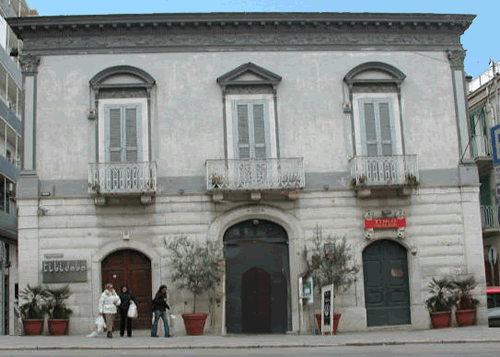
Palazzo Sinesi

Palazzo Sinesi è un edificio privato del XIX secolo destinato dal 1994 a spazio espositivo per mostre tematiche e temporanee. È la sede della Fondazione Archeologica Canosina e sede di supporto della Soprintendenza ai beni archeologici della Puglia.
Mostre:
- La Tomba Varrese, un ipogeo al confine (dal 22 ottobre 2000): collezione di reperti di corredi funerari ritrovati casualmente nel 1912 e nei successivi scavi archeologici. Nell'androne è visitabile l'esposizione dedicata ai reperti dell'Ipogeo dei Serpenti piumati.
- Municipium: Pubblico e privato a Canosa dopo la guerra sociale (28 marzo - 30 settembre 1998): collezione di reperti della Canusium che vanno dall'istituzione del Municipium (metà del I secolo a.C.) Al conferimento del rango di colonia (metà di II secolo a.C.).
- I vasi dei misteri (16 giugno 1997- 30 gennaio 1998).
- Il patrimonio ritrovato (24 agosto 1996 - 30 gennaio 1998).
- Come eravamo (dicembre 1995 - gennaio 1996).
- Il rito, le offerte, le tombe a Canosa (11 marzo - 4 giugno 1995): collezione di reperti archeologici riguardanti i riti funerari nella Kanusion dal V secolo a.C. fino alla tarda età repubblicana.
- Sulla via Mediterranea (30 luglio - 30 settembre 1994): collezione di reperti archeologici di una famiglia canosina fra il III e II secolo a.C.

##### Palazzo Fracchiolla-Minerva - Museo Paleocristiano della Cattedrale

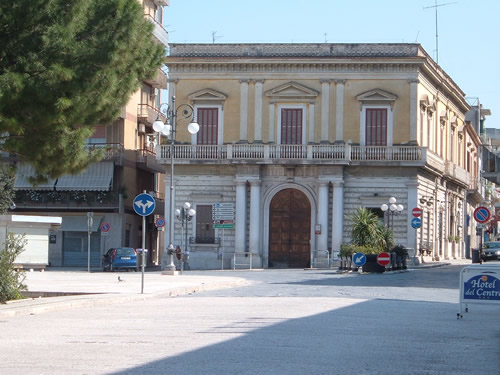
Palazzo Fracchiolla-Minerva

Il Palazzo Fracchiolla, centrale costruzione in tufo locale del XIX secolo, apparteneva a un'importante famiglia canosina. Successivamente è diventato parte del patrimonio della Basilica di San Sabino, nonché dimora dell'Arcivescovo emerito Francesco Minerva fino alla sua morte.
La struttura su tre piani, inaugurata come museo il 16 novembre 2013 dall'allora ministro Massimo Bray, contiene alcuni pezzi rari e pregiati appartenuti ai Vescovi canosini in epoca medioevale (tra cui manoscritti, una croce d'avorio contenente in un'ampolla presunto sangue del Cristo, un flabello del XII secolo, dei guanti indossati da Papa Pasquale II e una collezione di monete donata da una famiglia locale). Inoltre è stato restaurato, conservato e reso visitabile l'appartamento in cui ha vissuto il prelato da cui il palazzo prende il nome.
Il piano interrato, denominato "Grotta azzurra", è predisposto come sede di mostre e conferenze.
Attualmente la struttura permane in fase di allestimento.

##### Museo della civiltà contadina

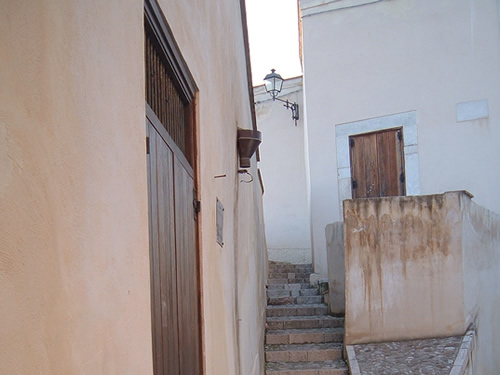
Museo della civiltà contadina

Il Museo della civiltà contadina è un museo allestito in un vecchio forno al servizio della zona Castello, aperto dal 12 giugno 2003 e chiuso il 30 settembre 2003, sporadicamente aperto durante l'estate, le feste patronali e durante gli eventi organizzati nella zona Castello.
Il museo, attraverso un vasto allestimento di oggetti originali, ripercorre la quotidianità della vita contadina del secolo scorso, passando in rassegna usi e costumi di una civiltà ormai scomparsa.
Il museo si divide in tre macroaree tematiche:
- La vita domestica: pignatte, caldaie, cucchiai in legno, fascine per alimentare la fiamma e altri utensili per la preparazione di pietanze contadine, ma anche arredi, un passeggino, rappresentazioni delle divinità poste sulle facciate delle case a protezione e tutela.
- L'agricoltura: le forbici da pota, le coperte, i sacchi, i fiscoli, i tini, la pigiatrice, il torchio e botti di varie dimensioni, vomeri, zappe, erpici, stornarella, zappa cavallo e tutti gli oggetti di una civiltà agraria legata alla produzione e al consumo di olio extravergine d'oliva, vino e grano.
- L'artigianato: una serie di esposizioni ripropongono gli strumenti tradizionali delle professioni più antiche: gli attrezzi del fabbro, dello stagnaio, del calzolaio; in più tutto l'occorrente dei mestieri legati alla lavorazione dell'argilla, delle pelli, alla produzione dei formaggi e dei latticini.

### Cucina
(Orazio,  Sermones, Liber I - 5)

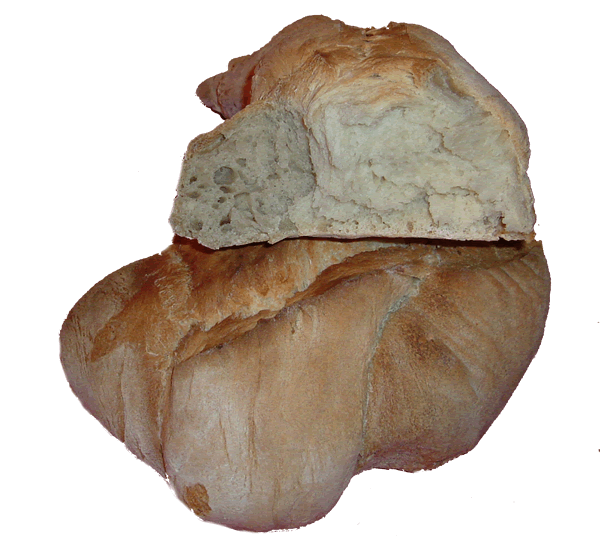
Il pane a prosciutto (in dialetto ppéne a prusutte).

La tradizione gastronomica canosina è fortemente legata alla tradizione contadina e mediterranea.
Uno dei prodotti più caratteristici è la farina di grano arso (in dialetto "gréne iarse"): una farina di umili origini dal caratteristico colore scuro in quanto ottenuta dal grano recuperato dopo la bruciatura delle stoppie dopo la mietitura. Questo recupero effettuato da parte di chi non poteva permettersi la farina "normale" era consentito dai proprietari terrieri che permettevano questa successiva spigolatura. I prodotti più originali e conosciuti ottenuti miscelando in parti uguali farina bianca e farina di grano arso sono gli strascinati (in dialetto strascenéte), un particolare tipo di orecchiette, e il pane a prosciutto (in dialetto ppéne a prusutte), un pane scuro variegato di bianco.
Focacce e salato:
- Il calzone (u calzaune) focaccia rustica ripiena di cipolla appassita (spesso con porri), con acciughe sotto sale, olive coratine
- I taralli bolliti (li taradde scalléte) taralli fatti con vino bianco e semi di finocchio
- Li briachidde, tarallini fatti con vino bianco

Primi piatti:
- I troccoli (li trùcchele) troccoli con ragù di carne di cavallo e ricotta dura
- Le orecchiette (li cuppetídde) orecchiette al ragù
- Gli strascinati con cime di rape (li strascenéte e cème de répe) pasta fatta in casa con rape, alici soffritte
- Gli strascinati di grano arso (li strascenéte de gréne iarse) con ragù di carne di cavallo e ricotta dura
- La martenàse, purea di fave con cicoria
- I cardoni (li cardeune) in brodo di agnello con uova tipico della pasquetta

Secondi piatti:
- La braciola (la brasciole), involtino di carne di cavallo al sugo
- L'agnello (l'agnille) al forno con patate
- Il coniglio (u cunigghie) al ragù o al forno

Dolci:
- I marzapani (li mazzapéne): dolce a base di mandorle
- I mostaccioli (li mestacciùle): dolce a base di vincotto
- Le scarcelle (le squarcidde): dolce pasquale a base di uova, ricoperto di glassa e confettini colorati
- Le sfogliatelle (le sfigghiete) dolce natalizio a base di sfoglie di pasta a forma di nastro ripieni di mandorle tritate, di marmellate di uva o di mele cotogne, garofano e cannella.
- Le cartellate (ne carteddéte): dolce natalizio a base di sfoglie di pasta a forma di nastro tagliato con tagliapasta dentellato, fritti e ricoperti di vincotto

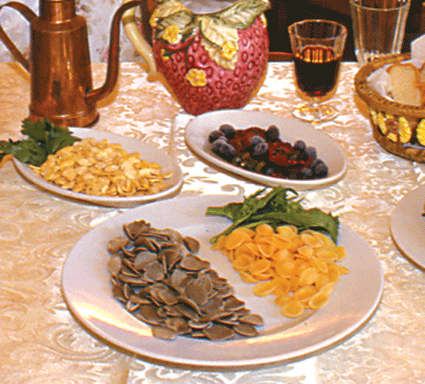
I tipici "strascinati" di grano arso e di farina bianca

Elementi caratterizzanti della gastronomia della città sono inoltre il vino e l'olio extra vergine d'oliva. Il vino Rosso Canosa, prodotto con uva di Troia (detto anche vitigno di Canosa), possiede dal 1979 la denominazione DOC. La produzione vinicola comprende anche vini bianchi e rosati, nonché eccellenti spumanti ricavati. Le principali produzioni con il marchio IGT (Indicazione Geografica Tipica) sono: Nero di Troia, Trebbiano, Cabernet Sauvignon, Rosso Puglia, Sangiovese.
Rinomato è anche l'olio DOP extravergine d'oliva ottenuto dalle olive coratine.

### Canosa nello spettacolo e nella musica
La cittadina pugliese è citata in diversi film e gag recitate da Lino Banfi (che si è anche ispirato a un concittadino nella fiction Vola Sciusciù, prodotta dalla RAI nel 2000). A volte anche in qualche sketch di Diego Abatantuono.
Nel 2010 sono state girate alcune scene del film "Dreamland - La terra dei sogni".
Il cantante satirico Leone Di Lernia, invece, ha dedicato una canzone a Canosa, basata su un successo dance degli anni novanta, Cana-us Cana-us in cui affermava:
(Leone Di Lernia, Cana-us Cana-us)
Nel 2019 sono state girate alcune scene del film "Bar Giuseppe".

### Media
Canosa è stata sede di una televisione e di radio autonome, tra cui Radio Canosa Stereo (andata in onda dal 31 dicembre 1976 fino al 15 agosto 1985) e Radio L100 (chiusa sempre alla fine degli anni ottanta). Tele Canosa, invece, ha trasmesso dal 1º gennaio 1977 al 31 dicembre 1988. Attualmente vi è la sede principale dei network Love.FM e Ritmo80. A canosa ha sede il quotidiano online "La Terra del Sole".

### Eventi

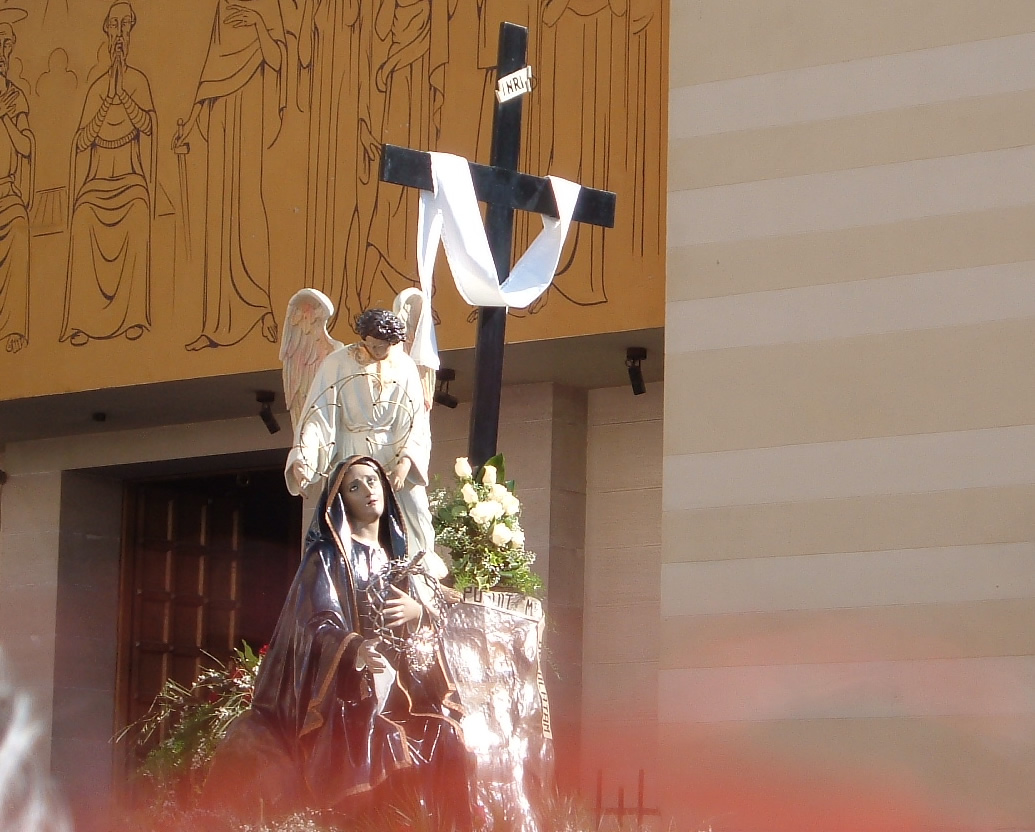
La processione della "Desolata"

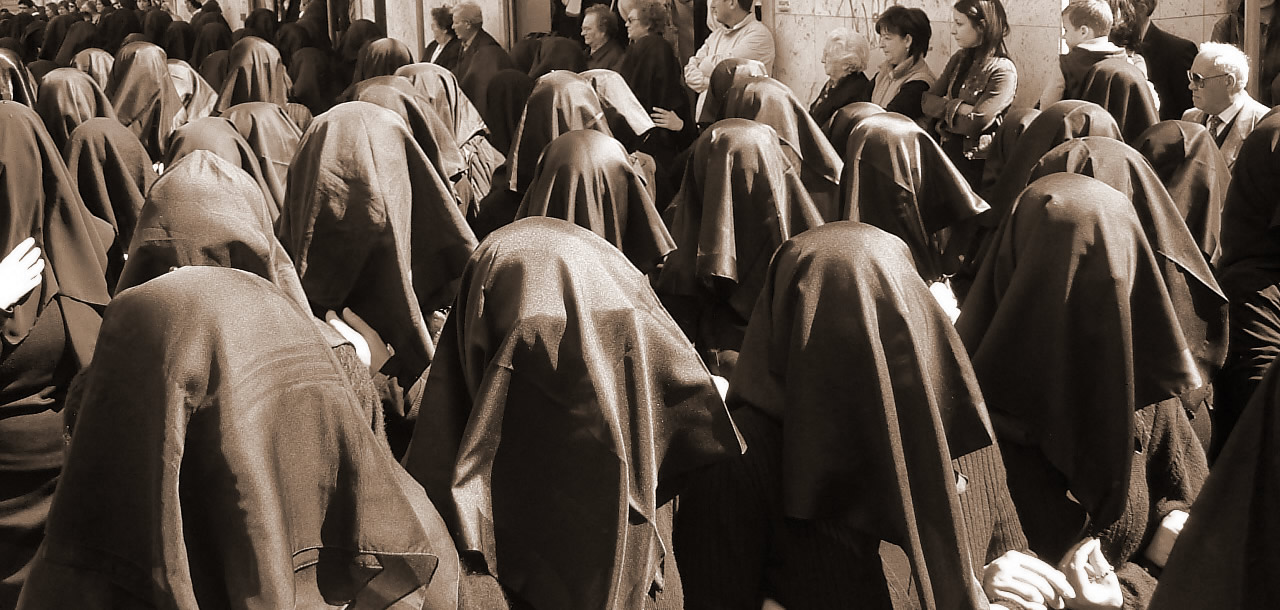
Le donne cantano lo Stabat Mater durante la processione della "Desolata"

Diverse sono le ricorrenze, folcloristiche o religiose, che si tengono nel comune nel corso di ogni anno solare. Oltre le rievocazioni del Presepe (nel periodo natalizio) e della Passione Vivente, particolari ed apprezzate sono le processioni nel periodo pasquale, parte integrante del patrimonio canosino.
La Processione dell'Addolorata (che si tiene il venerdì precedente la domenica delle Palme), dà inizio ai Riti della Settimana Santa e vede la partecipazione di un numero altissimo di fedeli, soprattutto donne vestite e velate di nero: la tradizione la ricorda come la "Madonn dù tupp-tuzz'le" perché la Madonna, in cerca del figlio Gesù, bussava (da qui "tupp-tuzz'le", cioè "bussare", nel dialetto autoctono) alle porte delle chiese prima di giungere alla Cattedrale. Il giovedì santo si tengono i cosiddetti "sepolcri" (ossia la ricerca allegorica del corpo di Gesù nelle varie chiese e rettorie del paese da parte dei fedeli); il venerdì seguente, invece, la processione dei "Misteri" segue liturgicamente i passaggi della Via Crucis.
La più celebre, anche per l'attenzione mediatica ad essa rivolta, è però la processione della cosiddetta Desolata. La mattina del sabato santo, un folto coro composto esclusivamente da donne col volto coperto e vestite di nero, alcune ancora oggi scalze, "urla" (alla maniera straziante delle donne prezzolate) un canto tipico, lo Stabat Mater, liberamente tratto da liriche di Jacopone da Todi. Per la sua capacità suggestiva, in epoca più recente la parata ha riscosso un forte interesse anche turistico e fuori dai confini canosini, tanto da essere citata nei film Una femmina e Ti mangio il cuore.
Seguono poi altri riti, relativi alle ricorrenze della morte di San Sabino (9 febbraio) e della traslazione del suo corpo in Cattedrale (nel corso della festa patronale del 1º agosto), nonché alla "Madonna della Fonte" (seconda domenica successiva alla Pasqua).
Il martedì successivo alla domenica di Pentecoste vi è la processione della Madonna dell'Altomare.
Nel periodo estivo si svolge il Premio Diomede che viene assegnato generalmente a persone che hanno reso onore al territorio o, comunque, legate al nome di Canosa di Puglia (come ad esempio, tra le molteplici, Lino Banfi, Ermanno Leo, Stefania Sansonna).

## Geografia antropica

### Urbanistica

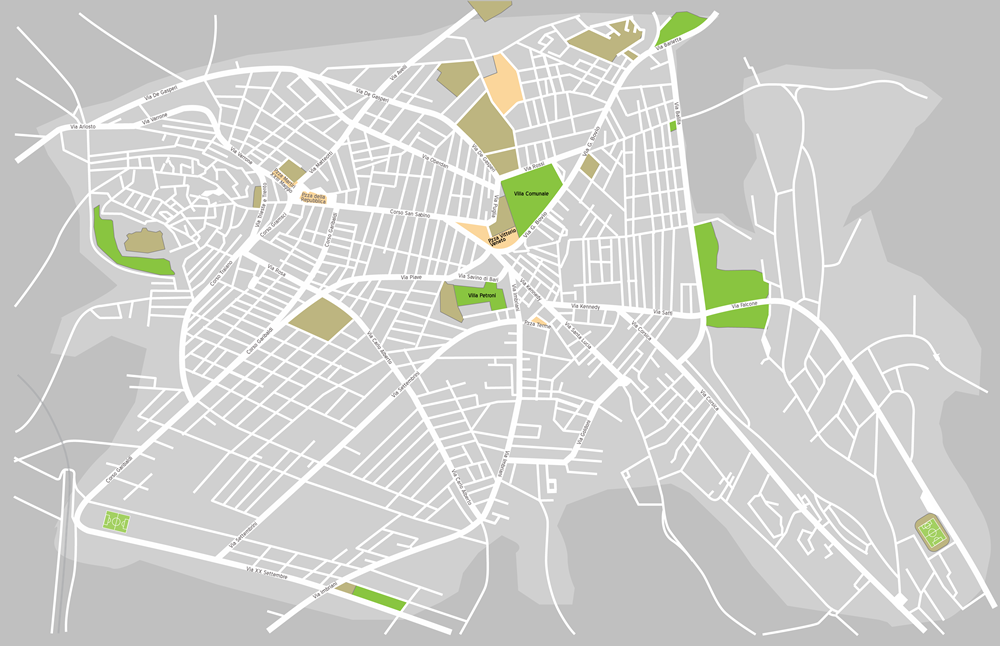
Pianta della città

Canosa, nel corso dei secoli, è cresciuta secondo lo standard delle città-fortezza: nei pressi di un fiume e su un territorio prettamente collinare (dai 7 grossi dossi compresi nei confini cittadini, gli abitanti, per analogia, chiamano Canosa Piccola Roma). In cima alle alture è visibile il mare, verso nord.
Dalla zona dell'Acropoli, costituita da un bastione contornato in discesa da un dedalo di scalinate e stretti vicoli (presenti tutt'oggi), il centro si è esteso fino alla piana sottostante, zona delle tombe dapprima daune, poi romane, infine paleocristiane. La città poi si è evoluta in epoca romana, con la costruzione di edifici, acquedotti, un anfiteatro, luoghi di culto e altre tombe in tufi locali e laterizi. La via Traiana attraversava trasversalmente la civitas, che, per la morfologia dei luoghi, non era costruita in base ai criteri dell'accampamento romano.
Dal IV secolo, sotto san Sabino, questa diocesi pugliese, viene arricchita da palazzi e chiese.
Dagli inizi del XIX secolo a oggi, Canosa ha assunto una fisionomia sempre più precisa: due piazze principali, collegate da un corso che ricalcava l'antica via Traiana (corso San Sabino), stabiliscono il centro cittadino: nella prima (Piazza Vittorio Veneto) è presente la cattedrale di San Sabino; nella seconda (attuale Piazza della Repubblica, già Piazza Colonna) il Municipio (precedentemente un convento) che fungeva da frontespizio all'Acropoli. Diverse strade diramanti da entrambi i larghi conducono ai punti più "strategici" della antica capitale della Daunia. Il percorso prolungato del Tratturo L'Aquila-Foggia sfiorava Canosa nella zona periferica della Madonna di Costantinopoli.
Dagli anni '80 sul Monte Scupolo cresce la Zona 167, destinata inizialmente alle residenze popolari. Attualmente la zona è un secondo centro parallelo (Canosa Alta, già Torre Caracciolo) che accoglie più di un terzo degli abitanti di Canosa, quindi non più destinata solo a cooperative di case popolari, ma a ville, negozi e ristoranti.
Da poco tempo è in corso un piano di riqualificazione di strade e piazze nel territorio comunale. A una decina di chilometri da Canosa, in direzione Lavello, è presente la frazione di Loconia.

### Frazioni
Oltre alle varie contrade circostanti presenti nel territorio (che identificano la presenza di grandi masserie private), Canosa ha come unica frazione il centro rurale di Loconia, distante 14 km.

## Economia
(Marco Valerio Marziale Apophoreta, CXXVII)

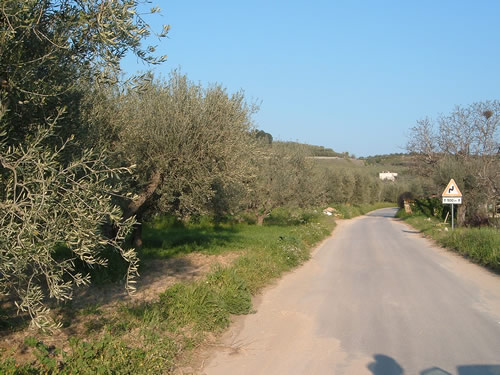
Tipico paesaggio dell'agro canosino, con gli alberi d'olivo a fare da contorno.

L'economia canosina è prevalentemente legata all'agricoltura e al settore primario, senza trascurare l'allevamento.
Le risorse storiche, archeologiche e turistiche agevolano l'afflusso di visitatori; la posizione centrale della città rispetto al territorio circostante, invece, ha contribuito a far sorgere imprese soprattutto nei settori tessile e alimentare. Antica "arte", sempre presente, è quella dell'artigianato.

### Agricoltura

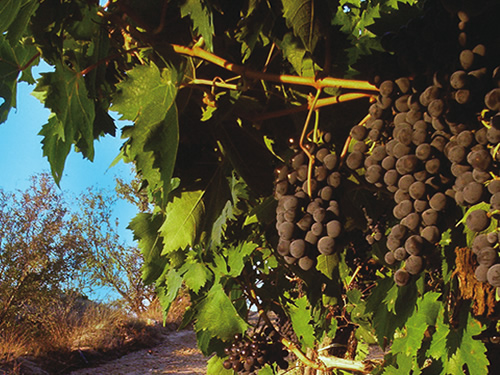
Dall'uva dauna viene prodotto il vino DOC Rosso Canosa.

La posizione geografica pone il territorio canosino tra le Murge e il Tavoliere delle Puglie, a pochi chilometri dall'invaso del Lago Locone. Nonostante problemi di siccità subiti negli ultimi anni, le coltivazioni di graminacee, della vite e degli ulivi, in particolar modo, garantiscono l'esportazione su scala mondiale di prodotti locali, come pasta, vini, olive e olio. Grazie alla temperatura mite, tipiche della zona sono le produzioni di fichi, fichi d'India, mandorle, lampascioni, pesche e amarene, senza trascurare altre verdure (rape, "marasciuoli" e rucola in primis), legumi e ortaggi.
Nel 2005 non sono mancate polemiche e proteste da parte degli agricoltori a causa della scarsa valutazione sui prodotti locali, a cui sono susseguiti disagi alla circolazione e scontri, con la registrazione di episodi di cronaca nera.
L'allevamento, classico della Puglia e favorito già in antichità dal passaggio del Tratturo Regio, è soprattutto ovino e caprino. Nell'agro circostante, quello bovino, praticato in adeguate strutture, garantisce la produzione di latte e formaggi per le industrie casearie dei dintorni.
L'agricoltura canosina è valorizzata anche grazie alla Fiera di Costantinopoli, fiera campionaria che si svolge nel mese di maggio.

### Artigianato
Molto ricercata è la lavorazione manuale. La realizzazione artigianale di ceste di vimini o vasi d'argilla è ancora frequente. Resistono ancora antichi mestieri come il calzolaio o l'arrotino, oltre ad attività tradizionali come la lavorazione del ferro battuto.

### Industria
Negli ultimi decenni, Canosa si è sviluppata dal punto di vista imprenditoriale. Grazie al settore primario, sono sorte diverse aziende vinicole e olearie, un pastificio e un tarallificio. La città è inoltre sede principale di note industrie tessili e farmaceutiche.
Il fatto di essere uno snodo stradale strategico, ha permesso alla città di ospitare un discreto numero di centri distributivi di merci quali frutta e farmaci.

Dai primi anni 2000 il progetto per la realizzazione di un termovalorizzatore sul territorio canosino ha dato vita a manifestazioni e proteste. Dopo un lungo e complesso contenzioso fra il Comune e l'azienda costruttrice dell'impianto, nel marzo 2007 una sentenza del Consiglio di Stato ha annullato la concessione edilizia per la realizzazione della centrale.

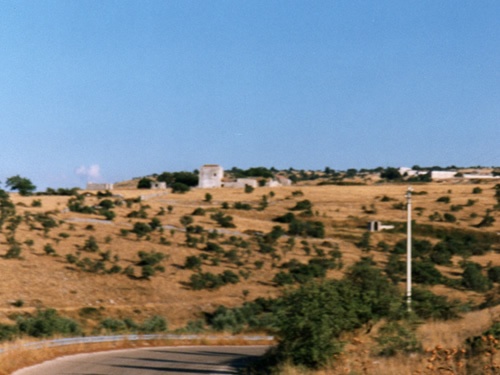
Macchia mediterranea nei pressi di Canosa. In cima alla collina, una tipica masseria.

### Terziario
Gli innumerevoli siti archeologici, correlati da mostre e musei, garantiscono una discreta affluenza di visitatori, provenienti anche dall'estero. Grazie proprio ai flussi turistici e commerciali, vi si segnala la presenza di molteplici attività di ristorazione, alcune sale ricevimenti nonché residenze geriatriche.

## Infrastrutture e trasporti

### Strade

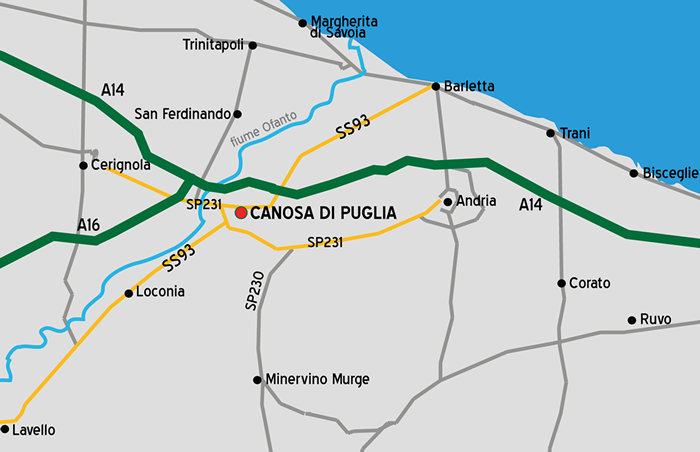
Mappa di avvicinamento di Canosa

Canosa è situata nei pressi di uno dei nodi autostradali più importanti del mezzogiorno. Infatti, dal 1973, l'autostrada A16 (Napoli-Canosa, detta anche autostrada dei due mari) interseca l'autostrada A14 (Bologna-Taranto, detta anche Autostrada Adriatica).
A nord-est della cittadina corre parallela all'odierna strada provinciale 231 Andriese Coratina (ex SS 98) la via Traiana realizzata dall'imperatore Traiano nel 108 d.C.
La via Traiana collegava l'antica Benevento a Brindisi. All'altezza di Canosa incontra il fiume Ofanto, all'epoca completamente navigabile. In epoca romana vi era probabilmente un porto per il trasbordo delle merci, che faceva comunque riferimento all'importantissimo porto di Canosa situato a Barletta. Altre strade di notevole importanza sono la strada provinciale 231 Andriese Coratina (ex SS 98) e la strada statale 93 Appulo Lucana Barletta-Canosa-Lavello.

### Ferrovie

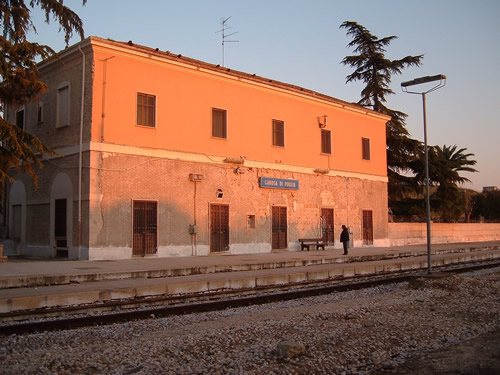
Stazione di Canosa

Canosa è dotata di una stazione ferroviaria, attualmente impresenziata ma comunque Automatizzata, sulla linea Barletta-Spinazzola. Il progetto di una linea interna risale al 1861, ma solo nel 1888 viene stipulata una convenzione con la Società Strade Ferrate Meridionali per la costruzione della linea, resa esecutiva con la legge 5550 del 20 luglio 1888, con una spesa prevista di 7 994 460 lire dell'epoca. La linea ferroviaria venne inaugurata in data 1º agosto 1895. Dagli anni novanta la linea è stata fortemente ridimensionata, sono stati ridotti i fasci di binari e le stazioni sono impresenziate ma comunque Automatizzate.

### Mobilità urbana
Canosa è servita da autolinee extraurbane che collegano la città con i comuni limitrofi e con la maggior parte dei comuni della provincia di Barletta-Andria-Trani, della città metropolitana di Bari e della provincia di Foggia e da tre linee urbane.
Le autolinee extraurbane che servono il traffico locale vengono operate da:
- STP Bari (Società Trasporti Provinciale S.p.A. Bari)
- Ferrovie del Gargano
- Sita Sud (ex Società Italiana Trasporti Automobilistici)

Vi sono inoltre tre autolinee urbane, gestite dall'azienda Caputo.

## Amministrazione

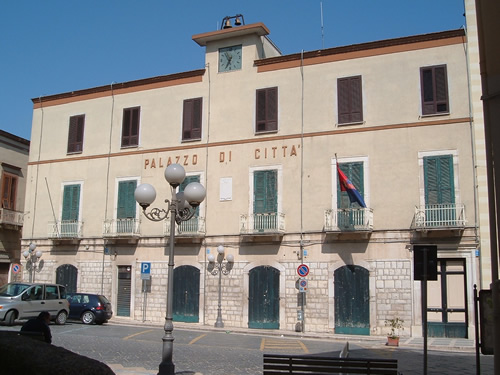
Palazzo di Città

Di seguito è presentata una tabella relativa alle amministrazioni che si sono succedute in questo comune nell'era Repubblicana.
| Periodo           | Periodo           | Primo cittadino      | Partito                                         | Carica              | Note          |
| ----------------- | ----------------- | -------------------- | ----------------------------------------------- | ------------------- | ------------- |
| 11 aprile 1946    | 15 agosto 1946    | Ettore Nalin         | Concentrazione Democratica                      | Sindaco             |               |
| 16 agosto 1946    | 3 settembre 1946  | Giuseppe Papagna     |                                                 | Comm. pref.         |               |
| 4 settembre 1946  | 2 febbraio 1947   | Hermann Carbone      |                                                 | Comm. pref.         |               |
| 3 febbraio 1947   | 22 dicembre 1947  | Ciro Conte           |                                                 | Comm. pref.         |               |
| 22 dicembre 1947  | 3 maggio 1948     | Ovidio Gallo         | Blocco del Popolo                               | Sindaco             |               |
| 3 maggio 1948     | 29 dicembre 1950  | Giuseppe Matarrese   | Partito Comunista Italiano                      | Sindaco             |               |
| 29 dicembre 1950  | 13 agosto 1951    | Giuseppe Calvani     |                                                 | Comm. pref.         |               |
| 14 agosto 1951    | 2 febbraio 1952   | Giovanni Carucci     |                                                 | Comm. pref.         |               |
| 3 febbraio 1952   | 11 giugno 1952    | Giuseppe Calvani     |                                                 | Comm. pref.         |               |
| 11 giugno 1952    | 28 giugno 1952    | Savino De Salvia     | Partito Comunista Italiano                      | Sindaco             |               |
| 28 giugno 1952    | 29 gennaio 1953   | Francesco Metta      | Partito Comunista Italiano                      | Sindaco             |               |
| 29 gennaio 1953   | 12 settembre 1956 | Savino De Salvia     | Partito Comunista Italiano                      | Sindaco             |               |
| 12 settembre 1956 | 3 gennaio 1957    | Vito Rosa            |                                                 | Comm. pref.         |               |
| 3 gennaio 1957    | 28 novembre 1957  | Raffaele Perrone     |                                                 | Comm. pref.         |               |
| 28 novembre 1957  | 28 novembre 1960  | Vito Rosa            | Democrazia Cristiana                            | Sindaco             |               |
| 28 novembre 1960  | 17 maggio 1962    | Luigi Germinario     | Democrazia Cristiana                            | Sindaco             |               |
| 23 luglio 1962    | 1º ottobre 1964   | Mario Astolfi        | Democrazia Cristiana                            | Sindaco             |               |
| 19 ottobre 1964   | 9 settembre 1966  | Luigi Germinario     | Democrazia Cristiana                            | Sindaco             |               |
| 9 settembre 1966  | 28 settembre 1968 | Pasquale Verderosa   | Democrazia Cristiana                            | Sindaco             |               |
| 14 ottobre 1968   | 23 novembre 1968  | Giuseppe Matarrese   | Partito Comunista Italiano                      | Sindaco             |               |
| 11 gennaio 1969   | 12 agosto 1970    | Donato Ressa         |                                                 | Comm. pref.         |               |
| 13 agosto 1970    | 18 settembre 1972 | Pasquale Masotina    | Partito Socialista Italiano                     | Sindaco             |               |
| 2 dicembre 1972   | 27 settembre 1973 | Giuseppe Papagna     |                                                 | Comm. pref.         |               |
| 27 settembre 1973 | 20 giugno 1974    | Sabino Carlone       | Democrazia Cristiana                            | Sindaco             |               |
| 2 luglio 1974     | 11 gennaio 1975   | Luigi Germinario     | Democrazia Cristiana                            | Sindaco             |               |
| 21 marzo 1975     | 26 luglio 1975    | Antonio Tenace       |                                                 | Comm. pref.         |               |
| 26 luglio 1975    | 25 agosto 1976    | Giuseppe Matarrese   | Partito Comunista Italiano                      | Sindaco             |               |
| 16 ottobre 1976   | 30 luglio 1979    | Savino Basile        | Partito Comunista Italiano                      | Sindaco             |               |
| 31 luglio 1979    | 25 luglio 1980    | Salvatore Paulicelli | Partito Comunista Italiano                      | Sindaco             |               |
| 26 luglio 1980    | 25 maggio 1981    | Savino Matarrese     | Democrazia Cristiana                            | Sindaco             |               |
| 15 luglio 1981    | 25 maggio 1982    | Fabrizio Gallo       | Democrazia Cristiana                            | Sindaco             |               |
| 26 luglio 1982    | 29 gennaio 1983   | Giuseppe Ferorelli   |                                                 | Comm. pref.         |               |
| 1º marzo 1983     | 10 luglio 1984    | Salvatore Paulicelli | Partito Comunista Italiano                      | Sindaco             |               |
| 27 agosto 1984    | 28 settembre 1985 | Salvatore Paulicelli | Partito Comunista Italiano                      | Sindaco             |               |
| 12 ottobre 1985   | 23 maggio 1986    | Raffaele Rizzi       | Partito Socialista Italiano                     | Sindaco             |               |
| 14 giugno 1986    | 6 agosto 1986     | Raffaele Rizzi       | Partito Socialista Italiano                     | Sindaco             |               |
| 30 settembre 1986 | 10 novembre 1986  | Sebastiano Fortunato | Democrazia Cristiana                            | Sindaco             |               |
| 27 gennaio 1987   | 26 settembre 1987 | Antonio Tenace       |                                                 | Comm. pref.         |               |
| 27 settembre 1987 | 11 aprile 1989    | Sabino Carlone       | Democrazia Cristiana                            | Sindaco             |               |
| 12 aprile 1989    | 15 giugno 1990    | Michele Gala         | Democrazia Cristiana                            | Sindaco             | [ 60 ]        |
| 11 agosto 1990    | 16 aprile 1992    | Domenico Dell'Aere   | Partito Socialista Italiano                     | Sindaco             | [ 60 ]        |
| 16 aprile 1992    | 28 agosto 1992    | Marianna Milano      |                                                 | Comm. straordinario | [ 60 ]        |
| 28 agosto 1992    | 21 dicembre 1995  | Andrea Silvestri     | Democrazia Cristiana, Partito Popolare Italiano | Sindaco             | [ 60 ]        |
| 21 dicembre 1995  | 1º febbraio 1996  | Antonia Bellomo      |                                                 | Comm. pref.         | [ 60 ]        |
| 2 febbraio 1996   | 22 marzo 1996     | Andrea Silvestri     | Democrazia Cristiana, Partito Popolare Italiano | Sindaco             | [ 60 ]        |
| 23 marzo 1996     | 17 maggio 1996    | Lorenzo Trallo       | Democrazia Cristiana                            | Sindaco             |               |
| 18 maggio 1996    | 6 agosto 1996     | Giuseppe Iaculli     |                                                 | Comm. pref.         |               |
| 6 agosto 1996     | 5 settembre 1996  | Lorenzo Trallo       | Democrazia Cristiana                            | Sindaco             |               |
| 5 settembre 1996  | 22 novembre 1996  | Giuseppe Iaculli     |                                                 | Comm. pref.         |               |
| 23 novembre 1996  | 22 giugno 1999    | Pasquale Malcangio   | centro-destra                                   | Sindaco             | [ 60 ] [ 61 ] |
| 23 giugno 1999    | 1º maggio 2000    | Antonio Nunziante    |                                                 | Comm. straordinario | [ 60 ]        |
| 2 maggio 2000     | 23 agosto 2001    | Giovanni Lomuscio    | centro-sinistra                                 | Sindaco             | [ 60 ]        |
| 24 agosto 2001    | 13 giugno 2002    | Giuliana Perrotta    |                                                 | Comm. straordinario | [ 60 ]        |
| 13 giugno 2002    | 21 maggio 2007    | Francesco Ventola    | centro-destra                                   | Sindaco             | [ 60 ]        |
| 22 maggio 2007    | 21 maggio 2012    | Francesco Ventola    | centro-destra                                   | Sindaco             | [ 60 ]        |
| 21 maggio 2012    | 26 giugno 2017    | Ernesto La Salvia    | PSI, lista civica, IdV, PD                      | Sindaco             | [ 60 ]        |
| 26 giugno 2017    | 22 giugno 2022    | Roberto Morra        | Movimento 5 Stelle                              | Sindaco             | [ 60 ]        |
| 22 giugno 2022    | in carica         | Vito Malcangio       | centro-destra                                   | Sindaco             | [ 60 ]        |

### Gemellaggi
Canosa è gemellata con:
- Grójec
- Grinzane Cavour
- Torremaggiore

## Sport

### Calcio
Ha sede nel comune la società di calcio Associazione Sportiva Dilettantistica Canosa che milita nel campionato di Eccellenza.
Un'altra società, l'Associazione Sportiva Dilettantistica Canusium, fondata nel 2017, è iscritta in Prima Categoria.
Canosa annovera due squadre di calcio a 5: la ASD Playled Canosa A 5, che milita nella Serie A2; e la Boemondo Calcio a 5, presente in Serie C2.

### Ciclismo
Oltre a ospitare diversi gruppi sportivi amatoriali, a Canosa vengono annualmente organizzate corse su strada di livello dilettantistico e giovanile. La prova più importante è la "Coppa San Sabino", storica corsa per dilettanti organizzata dal locale G.S. Sabino Patruno, oggi aperta agli Elite/Under-23 e inclusa nel calendario della Federciclismo come gara regionale. La Coppa, assegnata per la prima volta nel 1951, è messa in palio annualmente il 2 agosto; tra i vincitori del passato spiccano i nomi di Donato Giuliani, Luciano Rabottini, Alessandro Donati e Fabio Taborre, tutti poi passati al ciclismo professionistico, oltre a quello del monopolitano, iridato di ciclocross, Vito Di Tano.

Canosa ha visto il passaggio del Giro d'Italia il 24 maggio 1984 (7ª tappa; Foggia - Marconia di Pisticci) e il 9 maggio 2013 (6ª tappa; Mola di Bari - Margherita di Savoia). È stata poi più volte sede di arrivo e partenza di tappa del Giro di Puglia.

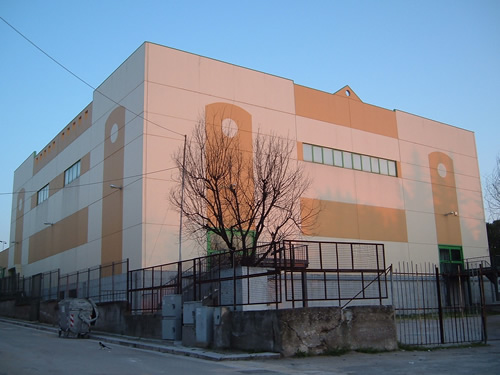
Palazzetto dello Sport

### Basket
Vi ha sede inoltre una società di basket maschile nata nel 2000, chiamata A.S. Canusium Basket che disputa il Campionato di Serie B Interregionale

### Pallavolo
Vi sono anche due società di pallavolo: la Polisportiva Canosa e la Diomede Canosa, in ambito femminile, che attualmente disputano rispettivamente i campionati di prima divisione e serie D regionale

### Impianti sportivi
I principali impianti sportivi presenti in città sono:
- Stadio Comunale San Sabino
- Palazzetto dello Sport
- Palazzetto dello Sport Mauro Lagrasta
- Tensostatico (parquet)